# Warna (archeologia)

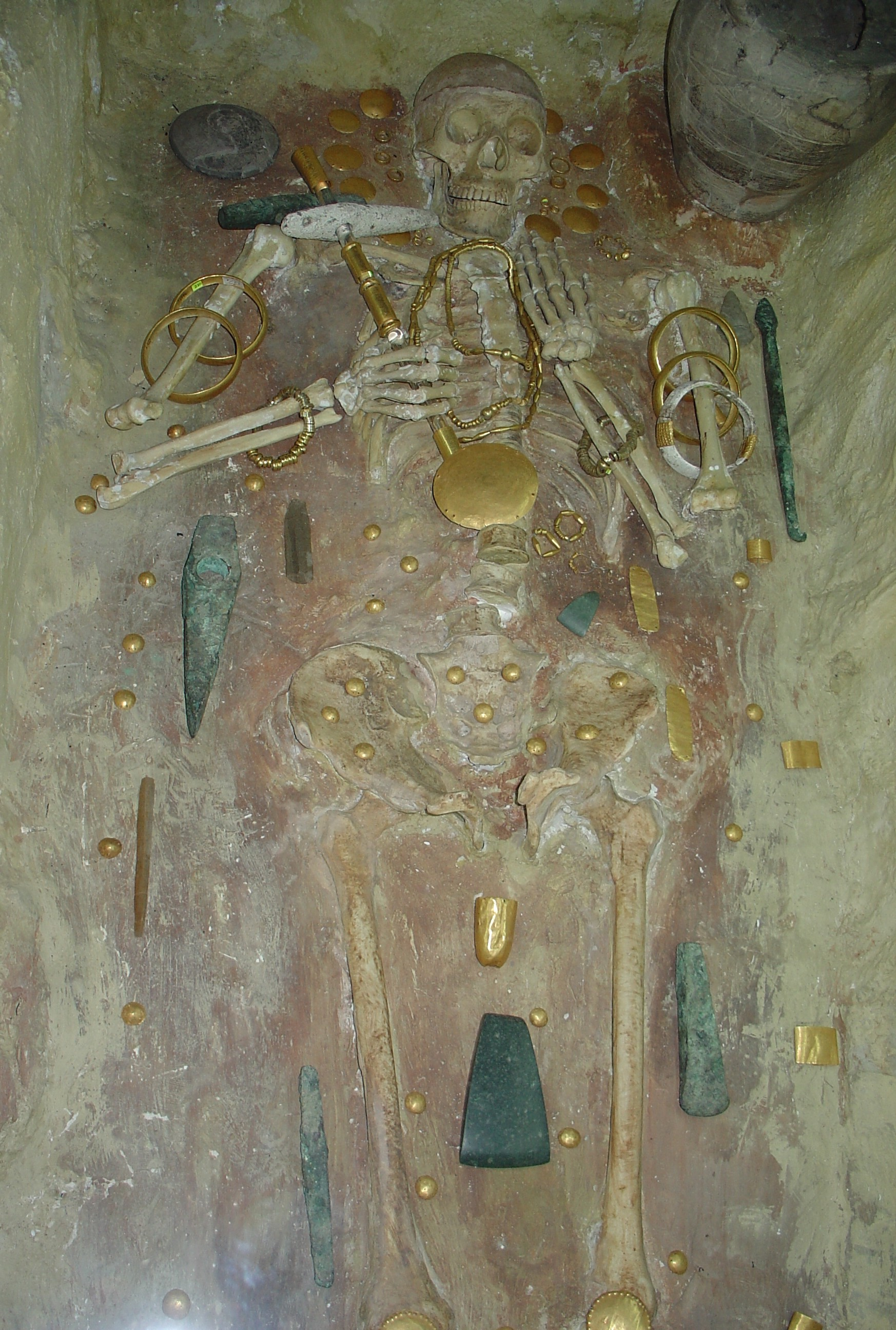
Pochówek szkieletowy z Warny

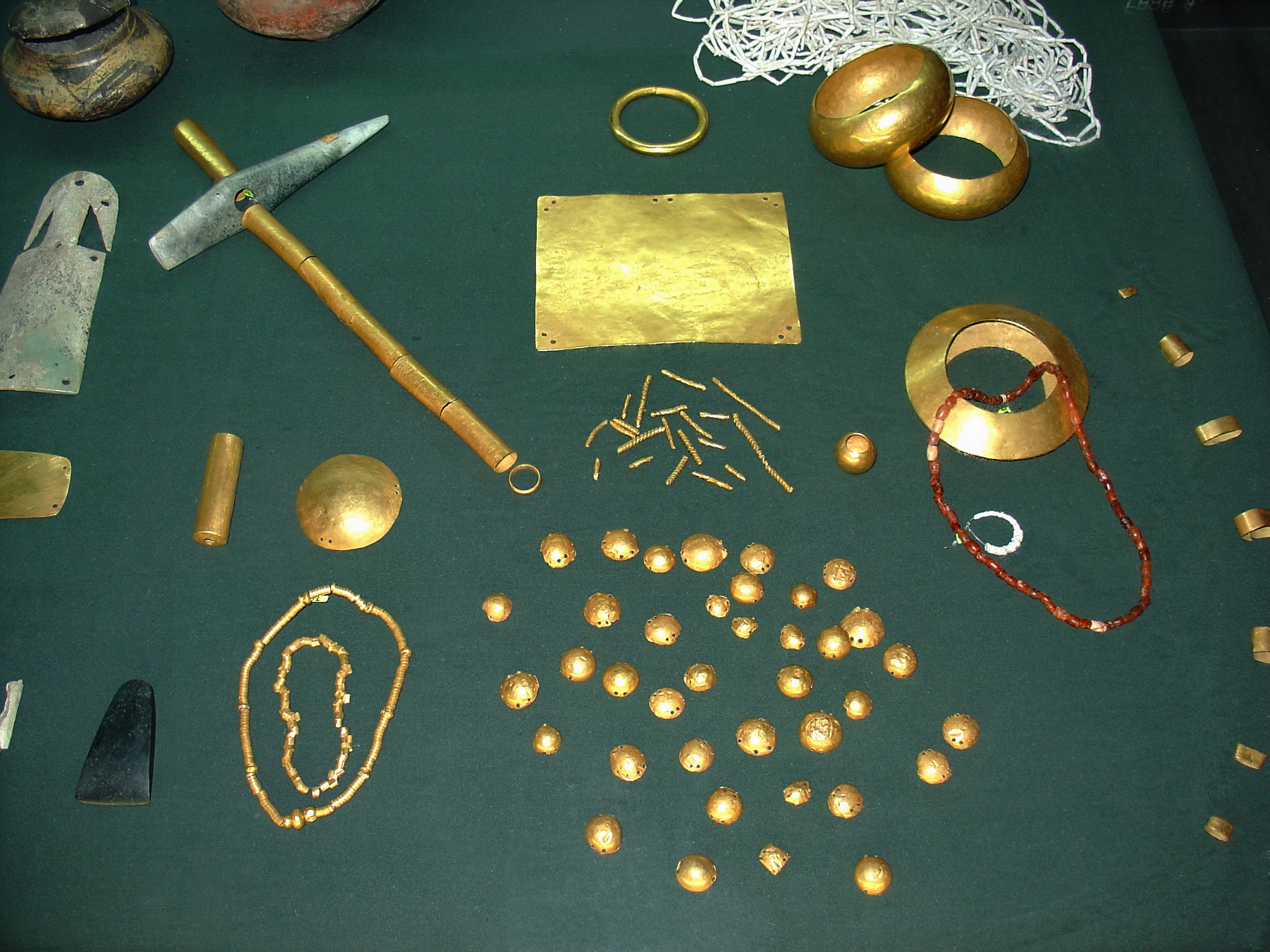
Złote znaleziska z Warny

Warna – jedno z największych cmentarzysk eneolitycznych we wschodniej Bułgarii, zlokalizowane na terenie Warny. Datowanie radiowęglowe wskazuje na okres 4600–4200 lat p.n.e.. Cmentarzysko to ma charakter eponimiczny dla kultury Warna. Na owym cmentarzysku odkryto ok. 300 pochówków. Poświadczone jest stosowanie przez ludność niniejszej kultury grobów symbolicznych tzw. cenotafów oraz groby szkieletowe.
Cześć artefaktów z cmentarzyska jest prezentowana na terenie Muzeum Archeologicznego w Warnie.